# Файнзильберг, Леонид Соломонович
Леони́д Соломо́нович Файнзи́льберг (род. 5 января 1949, Киев) — украинский учёный, изобретатель, доктор технических наук, профессор.
Главный научный сотрудник Института информационных технологий и систем НАН Украины.
Профессор кафедры биомедицинской кибернетики факультета биомедицинской инженерии Национального технического университета Украины «Киевский политехнический институт имени Игоря Сикорского»

## Биография
Родился 5 января 1949 года в Киеве.
В 1972 году окончил Киевский политехнический институт по специальности «Автоматизация теплоэнергетических процессов».

## Научная деятельность
В 1982 году защитил кандидатскую, в 2004 — докторскую диссертацию. Старший научный сотрудник (1991), доцент (2002), профессор (2018).
Основные направления исследований:
- автоматизация процессов контроля технологических параметров,
- интеллектуальные информационные технологии,
- методы и средства обработки сигналов сложной формы.

Член учёного совета украинской ассоциации «Компьютерная медицина». Автор более 300 научных работ, в том числе 7 монографий , 2 учебника и 50 изобретений, на которые получены патенты США, Англии, Германии, Японии и других стран.
Разработал цифровой анализатор «Углерод» для оперативного контроля в цифровой форме содержания углерода в жидкой стали по температуре начала кристаллизации.
Разработал метод обработки сигналов в так называемом фазовом пространстве, который позволяет одновременно оценивать как амплитудные, так и скоростные параметры элементов кардиосигнала и с высокой точностью оценить форму электрокардиограммы, определить признаки даже самых незначительных патологических изменений в сердце, которые при традиционном способе обработки сигнала незаметны [ см. Застосування методу фазаграфії / Методические рекомендации Министерства здравоохранения Украины. — К., 2017. — 32 с (на укр.языке)].
Метод реализован в системе «Фазаграф» и в мобильном варианте (смартфон, планшет).

### Избранные труды
- Файнзильберг Л. С. Вопросы статистического распознавания и их приложение к задаче обработки сигналов при термографическом анализе : Автореф. дис. … канд. техн. наук. — Киев, 1982. — 24 с.
- Файнзільберг Л.С. Методи та системи штучного інтелекту : підручник для студентів спеціальності «Комп’ютерні науки» освітньо-професійної програми «Комп’ютерні технології в біології та медицині». — Київ, ТОВ «7БЦ», 2023. — 316 с. — ISBN 978-617-549-255-0.
- Гриценко В. И., Файнзильберг Л. С. Интеллектуальные информационные технологии в цифровой медицине на примере фазаграфии. — Киев: Наукова Думка, 2019. — 423 с. —ISBN 978-966-00-1742-9.
- Жуковська О. А., Файнзільберг Л.С. Математичні моделі колективних рішень. — Київ: Освіта України, 2018. — 160 с. — ISBN 978-617-7625-08-6.
- Файнзильберг Л. С. Основы фазаграфии[англ.]. — Киев: Освита Украины, 2017. — 264 с. — ISBN 978-617-7480-31-9.
- Файнзільберг Л.С., Жуковська О. А., Якимчук В. С. Теорія прийняття рішень : підручник для студентів спеціальності «Комп’ютерні науки та інформаційні технології», спеціалізації «Інформаційні технології в біології та медицині». — Київ : Освіта України, 2018. — 246 с. — ISBN 978-617-7480-99-9.
- Файнзильберг Л. С. Компьютерная диагностика по фазовому портрету электрокардиограммы. -Киев: Освита Украины, 2013. — 191 с. — ISBN 978-966-188-336-8.
- Файнзильберг Л. С. Математические методы оценки полезности диагностических признаков. — Киев : Освита Украины, 2010. — 152 с. — ISBN 978-966-188-134-0.
- Файнзильберг Л. С. Информационные технологии обработки сигналов сложной формы. Теория и практика. — Киев : Наукова думка, 2008. — 334 c. — ISBN 978-966-00-0805-2.
- Файнзильберг Л. С. Методы и инструментальные средства оценки состояния объектов по сигналам с локально сосредоточенными признаками : дис. … д-ра техн. наук. — Киев, 2004. — 403 л.
- Чайковский И. А., Файнзильберг Л. С. Медицинские аспекты применения устройства «ФАЗАГРАФ» в клинической практике и в домашних условиях. — Киев : [б.и.], 2009. — 74 с. — ISBN 978-966-02-5004-8.

## Награды
- Грамота Верховной Рады Украины.
- Звание «Лучший изобретатель Национальной академии наук Украины».
- Знак отличия Национальной академии наук Украины «ЗА ПОДГОТОВКУ НАУЧНОЙ СМЕНЫ»